# Таукай
Таукай — река в России, протекает по территории Миякинском районе Башкортостана.

## География и гидрология
Устье реки находится в 61 км по левому берегу реки Уязы. Длина реки составляет 10 км.
Таукай принимает три левых притока: Губарка, Кармалки, Мал. Таукай, и один правый ручей Таукай.
На реке расположены населённые пункты Таукай-Гайна и Генераловка.

## Данные водного реестра
По данным государственного водного реестра России относится к Камскому бассейновому округу, водохозяйственный участок реки — Дёма от истока до водомерного поста у деревни Бочкарёва, речной подбассейн реки — Белая. Речной бассейн реки — Кама.
Код объекта в государственном водном реестре — 10010201312111100024502.